# ماریان آگیلرا
ماریان آگیلرا (اسپانیایی: Marián Aguilera‎؛ زادهٔ ۱۲ مارس ۱۹۷۷) بازیگر اهل اسپانیا است. او در سن ۱۵ سالگی، حمل‌کنندۀ مشعل المپیک در المپیک تابستانی ۱۹۹۲ اسپانیا پس از ورودش از امپوریس یونان به خاک اسپانیا بود.
از فیلم‌ها یا مجموعه‌های تلویزیونی که وی در آن‌ها نقش داشته‌است، می‌توان به پس از کلاس و مردان پاکو اشاره نمود.